# Collectivisation en Union soviétique
 (juin 2020).
La collectivisation est une politique agricole menée par le gouvernement de Joseph Staline en Union soviétique entre 1929 et 1939. L'objectif de cette politique était de consolider la structure agraire dans des fermes collectives : les kolkhozes et les sovkhozes. La collectivisation était considérée par les dirigeants soviétiques comme la solution à la crise de la distribution agricole et céréalière qui s'était développée depuis 1927, ce problème étant devenu de plus en plus aigu à mesure que l'Union soviétique s'industrialisait et s'urbanisait. Au début des années 1930, plus de 90% des terres agricoles furent collectivisées.
Le système kolkhozien était une structure hybride combinant des principes incompatibles : le kolkhoze, les stations de machines et tracteurs (MTS) et le lopin privé étaient condamnés à coexister péniblement, mais le tout ne formait ni une coopérative, ni une usine, ni une exploitation privée ; le terme « collectif » était dans ce cas totalement inapproprié.
La « collectivisation » — qui n’avait donc rien de collectif — a eu une profonde influence sur le système étatique.
Dans le cas de l’URSS, le régime s’est doté d’un énorme appareil étatique de coercition, indispensable pour contraindre la majeure partie de la population à accomplir son travail. Autrement dit, la transition agricole se caractérisait par un mélange explosif de structures technico-administratives modernes à grande échelle et d’une société rurale qui, sociologiquement et culturellement, avait encore un mode de vie profondément traditionnel, avec des rythmes et un horizon propres. La lutte qui en résultat fut, pour Staline qui la dirigea, pire que la Seconde Guerre mondiale, et conduit à la dékoulakisation, à la famine soviétique de 1931-1933 ainsi qu'à l'Holodomor.

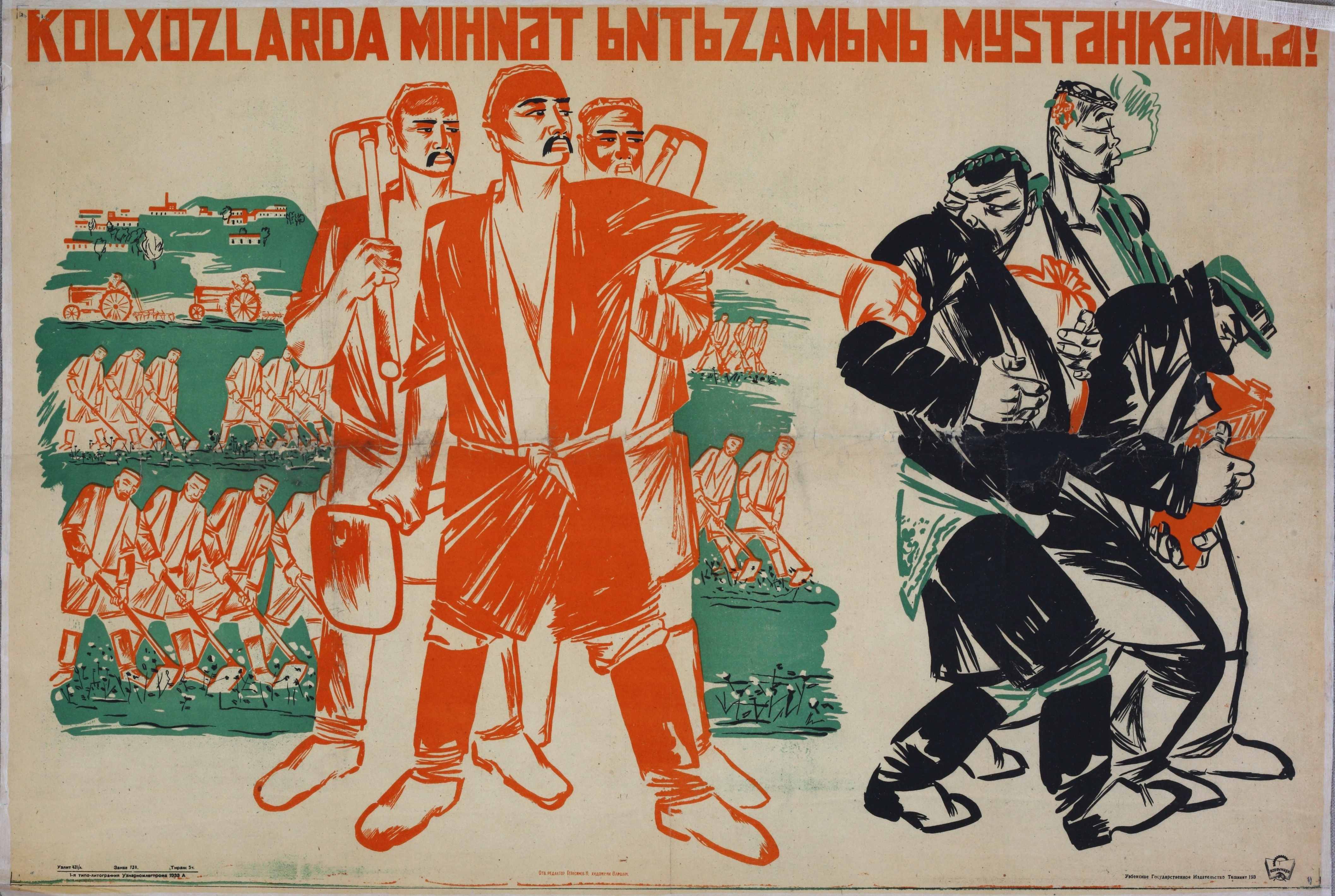
Affiche en faveur de la collectivisation, Tachkent, 1933 : « Renforcez la discipline de travail dans les fermes collectives. »

## Histoire
Après l'abolition du servage en Russie en 1861, les paysans prirent petit à petit le contrôle d'environ la moitié des terres cultivées. L'aspiration de la paysannerie à la propriété était profonde, mais elle fut difficile à satisfaire. Les réformes agricoles de Piotr Stolypine entre 1905 et 1911 incitèrent à la création de grandes exploitations agricoles, mais cette politique prit fin pendant la Première Guerre mondiale. Issu de la révolution de février 1917, le gouvernement provisoire russe resta attentiste sur la question agraire malgré ses promesses de redistribution des terres. Les paysans commencèrent à se retourner contre le nouveau régime et s'organisèrent en une puissante force d'opposition.
Après la révolution d'Octobre, pendant la période du « communisme de guerre » se mit en place la politique de prodrazviorstka qui imposa des réquisitions en nature afin de nourrir la population urbaine et le personnel militaire. Initialement la prodrazvyorstka s'appliquait uniquement aux céréales et au fourrages, mais elle fut ensuite étendue à la viandes et aux pommes de terre. À la fin de 1920, elle était étendue à tous les produits agricoles. Selon les statistiques soviétiques, la prodrazvyorstka récupéra 1,77 Mt de céréales et de fourrages en 1918-1919, 3,48 Mt en 1919-1920 et 6,01 Mt en 1920-1921.
Lorsque la guerre civile russe prit fin, la prodrazvyorstka fut remplacée par la Nouvelle politique économique (NEP) et plus spécifiquement par la politique de la prodnalog. La prodnalog était une taxe progressive en nature qui fut mise en place en mars 1921 sur les produits agricoles. Cette taxe était déterminée par rapport à la production locale et à la richesse des exploitations taxées dans le but d'encourager les petites exploitations. En 1921-1922, cette taxe s'élevait 3,9 Mt pour les céréales, alors que la prodrazvyorstka s'élevait à 6 Mt en 1920-1921. La prodnalog fut remplacée en 1923 par diverses autres taxes.
Dans les années 1920 cependant, le pouvoir commença à se pencher sur l'idée d'agriculture collective. Bien que la montée des inégalités restât lente pendant la NEP, les bolcheviks commencèrent à mettre sévèrement en cause les koulaks, des exploitants agricoles « riches » ayant un ou plusieurs salariés pour exploiter leurs parcelles et qui ne représentaient que 1 pour cent de la population active agricole.
Le Parti communiste soviétique avait toujours combattu l'agriculture privée, dans laquelle il voyait un ferment du capitalisme, et vit dans la collectivisation de l'agriculture le meilleur remède à ce problème. Outre ses objectifs idéologiques, Staline souhaitait également lancer un programme d'industrialisation rapide qui exigeait une main-d'œuvre à bas coût qu'autorisait l'augmentation des rendements agricoles. L'État exprima l'espoir d'exporter des céréales, pour avoir une source de devises pour permettre le développement de l'industrie lourde. La collectivisation avait donc aussi pour objectifs de permettre d'importantes entrées d'argent pour l'État qui pourrait fournir davantage de services à la population.

### La crise de 1928
Une demande plus forte de céréales aboutit à la réintroduction des réquisitions dans les zones rurales. Les saisies de 2,5 millions de tonnes de grain découragèrent les paysans, ce qui entraîna une baisse de la production au cours de l'année 1928. Le gouvernement eut alors de nouveau recours à des réquisitions, aboutissant l'année suivante à une résistance accrue de la part de la paysannerie qui pratiqua la thésaurisation massive par enfouissement et par l'augmentation des transferts monétaires sur le marché noir agricole. Face à ces comportements, le Comité central décida en novembre 1929 de lancer un programme national de collectivisation. Plusieurs formes d'agriculture collective avaient déjà été suggérées par le Conseil des commissaires du peuple, allant de la propriété commune comme le toz ou l'artel, mais ce furent les kolkhozes et les sovkhozes qui furent finalement retenus.
Cela marqua la fin de la NEP, qui avait permis aux paysans de vendre leurs excédents sur le marché libre. De nombreux « koulaks » furent déportés dans des fermes collectives situées dans des régions éloignées aux climats ingrats. On a calculé qu'une personne sur cinq de ces déportés, dont de nombreux femmes et enfants, serait morte. Au total, six millions de paysans périrent au cours du transport ou dans des camps de travail du Goulag. En réponse, de nombreux paysans commencèrent à résister en abattant leurs animaux pour se nourrir plutôt que de les livrer aux exploitations collectives, ce qui provoqua une réduction importante de l'élevage.
La collectivisation était encouragée depuis la révolution, mais en 1928, quelque un pour cent seulement des terres agricoles avaient été collectivisées malgré les efforts de l'État.

### Hiver 1929-1930
Entre septembre et décembre 1929, la situation changea rapidement : la collectivisation fut imposée dans 15 pour cent des exploitations au lieu de 7,4 pour cent en septembre. Dans les deux premiers mois de 1930, 11 millions de ménages devinrent membres de fermes collectives, portant le total à près de 60 pour cent en une seule nuit.
Pour accélérer la collectivisation, le gouvernement décida d'envoyer 25 000 travailleurs de l'industrie à la campagne durant la période de 1929-1933. Ces brigades de choc furent utilisées pour forcer les paysans hésitants à rejoindre les exploitations collectives et écarter ceux qui furent déclarés koulaks ou leurs « agents ».
La collectivisation chercha à moderniser l'agriculture soviétique par la consolidation en grandes parcelles qui pourraient être exploitées par un équipement moderne et utiliseraient des méthodes scientifiques. Le Parti communiste adopta cette politique en 1929 et prédit une augmentation de 330 pour cent de la production industrielle et une augmentation de 50 pour cent de la production agricole.

### Augmentation de l'exportation de céréales en 1930-1931
Tandis que la production baissait, l'exportation de céréales vers l'Europe augmentait, permettant d'acheter des machines industrielles à l'étranger.

### La réaction paysanne
Théoriquement, les paysans sans terre devaient être les premiers bénéficiaires de la collectivisation, parce qu'elle leur offrait la possibilité d'avoir du travail. Toutefois, les zones rurales n'avaient pas beaucoup de paysans sans terre, après l'importante redistribution des terres réalisée après la Révolution de 1917. En outre, la collectivisation impliqua des bouleversements importants dans la vie traditionnelle des villages des paysans dans un laps de temps très court, en dépit de la tradition telle que le mir. Les changements furent encore plus brutaux dans les régions d'agriculture plus individuelle, comme en Ukraine, dans les républiques d'Asie centrale ou dans la région du Nord Caucase.
De nombreux paysans s'opposèrent à la collectivisation forcée et y répondirent par des actes de sabotage, notamment par des incendies de culture ou par l'abattage des animaux de trait[réf. nécessaire]. Selon des sources du Parti[Lesquelles ?], il y eut aussi quelques cas de destruction de biens et des attaques contre des fonctionnaires et des membres des collectifs.
Mais ce fut en Ukraine où se déroulèrent les heurts les plus importants. Des troubles apparurent un peu partout. Les paysans demandaient les libération des koulaks et dissolvaient les kolkhozes. Cependant, les paysans ne faisaient tout simplement pas le poids face à la police et les soulèvements demeurèrent isolés.

### Résultats
Entre 1929 et 1932, la collectivisation entraîna une chute massive de la production agricole et une famine dans les campagnes. Staline en blâma les koulaks, qui, selon lui, sabotaient la collecte des céréales. Il résolut de les « éliminer en tant que classe ». Selon les estimations, environ un million de familles de prétendus koulaks, soit quelque cinq millions de personnes, furent déportés dans les camps du Goulag. Le nombre des personnes mortes de faim ou de maladie directement causée par la collectivisation est estimé entre quatre et dix millions.
La reprise ultérieure de la production agricole fut également entravée par les pertes subies par l'Union soviétique pendant la Seconde Guerre mondiale et la grave sécheresse de 1946, mais la plus grande des pertes de bétail fut causée par la collectivisation[réf. nécessaire]. Selon Léon Trotski, ce sont les méthodes aveugles, hasardeuses et violentes avec lesquelles on appliqua la politique de collectivisation qui en furent responsables. Le nombre de bovins passa de 33,2 millions en 1928 à 27,8 millions en 1941. Le nombre de porcs diminua passant de 27,7 millions en 1928 à 27,5 millions en 1941. Le nombre d'ovins diminua de 114,6 millions en 1928 à 91,6 millions en 1941. Le nombre de chevaux passa de 36,1 millions en 1928 à 21,0 millions en 1941. Ce fut seulement à la fin des années 1950 que les stocks de viandes soviétiques commencèrent à retrouver les niveaux de 1928.
Le gouvernement soviétique réagit en coupant les rations alimentaires allouées aux paysans et dans les zones où il y eut opposition à la collectivisation, en particulier en Ukraine. Des centaines de milliers de personnes qui s'opposaient à la collectivisation furent exécutées ou envoyées dans des camps de travail forcé. De nombreuses familles paysannes furent déportées en Sibérie et au Kazakhstan et un grand nombre moururent en chemin.
Le 7 août 1932, le décret relatif à la protection de la propriété socialiste fixa la sanction pour vol dans un kolkhoze à la condamnation à mort qui, dans des circonstances atténuantes, pourrait être commuée en dix ans de prison. Ainsi des paysans — y compris les enfants — qui récoltèrent ou glanèrent des céréales dans les champs collectifs furent arrêtés pour avoir endommagé la production de céréales de l'État et condamnés.

### Statistiques
Pourcentage des ménages paysans collectivisés
| Date             | pourcentage | Commentaire                                 |
| ---------------- | ----------- | ------------------------------------------- |
| 1 juin 1928      | 1,7         |                                             |
| 1 juin 1929      | 3,9         |                                             |
| 1 mars 1930      | 57,2        | Suspension temporaire des collectivisations |
| 1 septembre 1930 | 21,5        | Redémarrage                                 |
| 1931             | 52,7        |                                             |
| 1932             | 61,5        |                                             |

Bétail vivant, en milliers
|        | Équin  | Bovin  | Porcin | Ovin & Caprin |
| ------ | ------ | ------ | ------ | ------------- |
| 1928   | 33537  | 70541  | 25989  | 146699        |
| 1933   | 16575  | 38380  | 12068  | 50206         |
| déclin | 50,6 % | 45,6 % | 53,6 % | 65,8 %        |

Production totale et réquisition de céréales par le gouvernement (en kilotonnes)
| Année   | Production | Réquisition | %    |
| ------- | ---------- | ----------- | ---- |
| 1927-28 | 71700      | 11000       | 15,3 |
| 1928-29 | 73300      | 10800       | 14,8 |
| 1929-30 | 71700      | 16100       | 22,4 |
| 1930-31 | 83500      | 22100       | 26,5 |
| 1931-32 | 66000      | 22800       | 34,5 |

Exportations de céréales (kilotonnes) :
| Année   | Exportation | % de la production | Commentaire                     |
| ------- | ----------- | ------------------ | ------------------------------- |
| 1913    | 9182        |                    | exportation d'avant guerre.     |
| 1921/22 | 0           |                    |                                 |
| 1922/23 | 729         |                    |                                 |
| 1923/24 | 2576        |                    |                                 |
| 1924/25 | 569         |                    |                                 |
| 1925/26 | 2016        |                    |                                 |
| 1926/27 | 2099        |                    |                                 |
| 1927/28 | 289         | 0,40 %             |                                 |
| 1929    | 178         | 0,24 %             | Augmentation des réquisitions   |
| 1930    | 4764        | 6.64%              | Augmentation des réquisitions   |
| 1931    | 5056        | 6.06%              | Début de la famine              |
| 1932    | 1727        | 2,62 %             | Baisse de la production, famine |
| 1933    | 1683        |                    | Famine                          |
| 1934    | 769         |                    |                                 |
| 1935    | 1517        |                    |                                 |
| 1936    | 321         |                    |                                 |
| 1937    | 1277        |                    |                                 |
| 1938    | 2054        |                    |                                 |